# والکئاکوسکی
والکِئاکوسکی {{فنلاندی|Valkeakoski) یک شهرک در فنلاند است که در پیرکانما واقع شده‌است.

## خواهرخوانده
شهرهای هایدوسبسلو، سوکول، اوبلاست ولوگدا، وچلد، نانچانگ و ماریهام خواهرخوانده‌های والکیاکوسکی هستند.

## نگارخانه

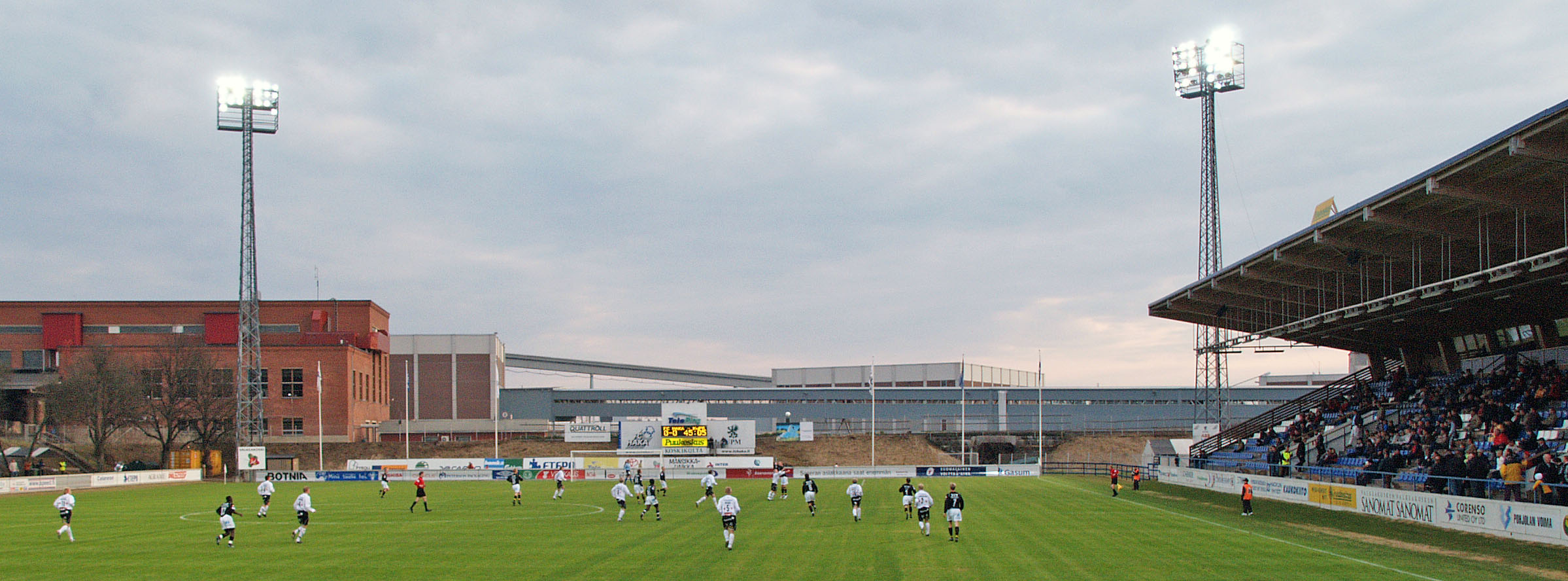
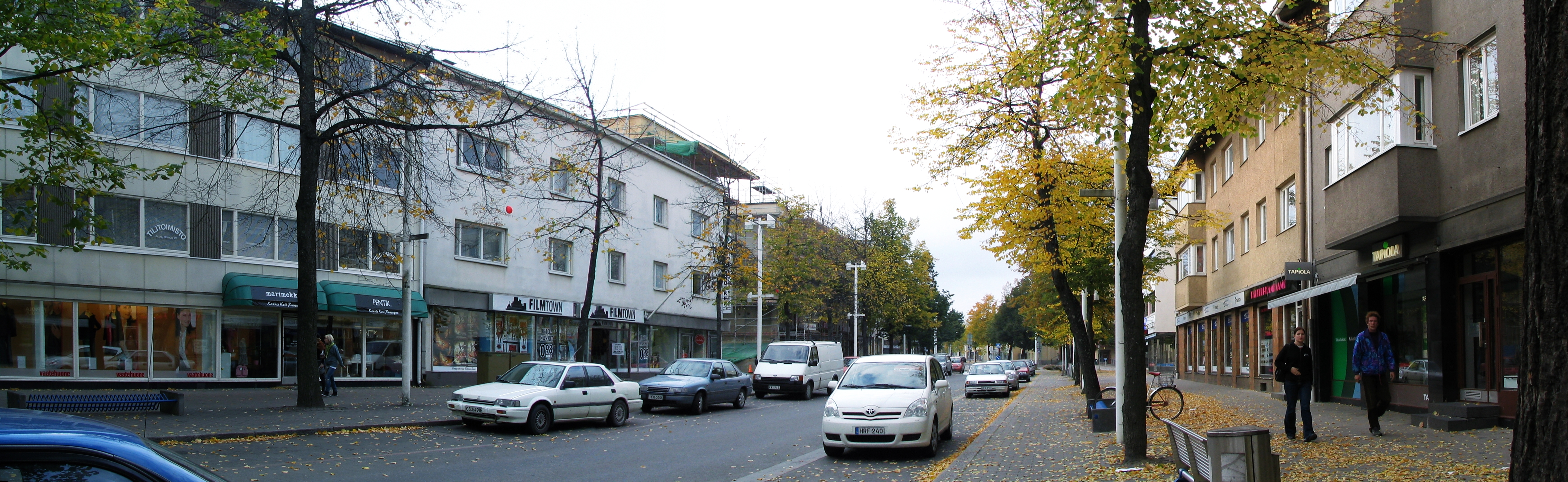
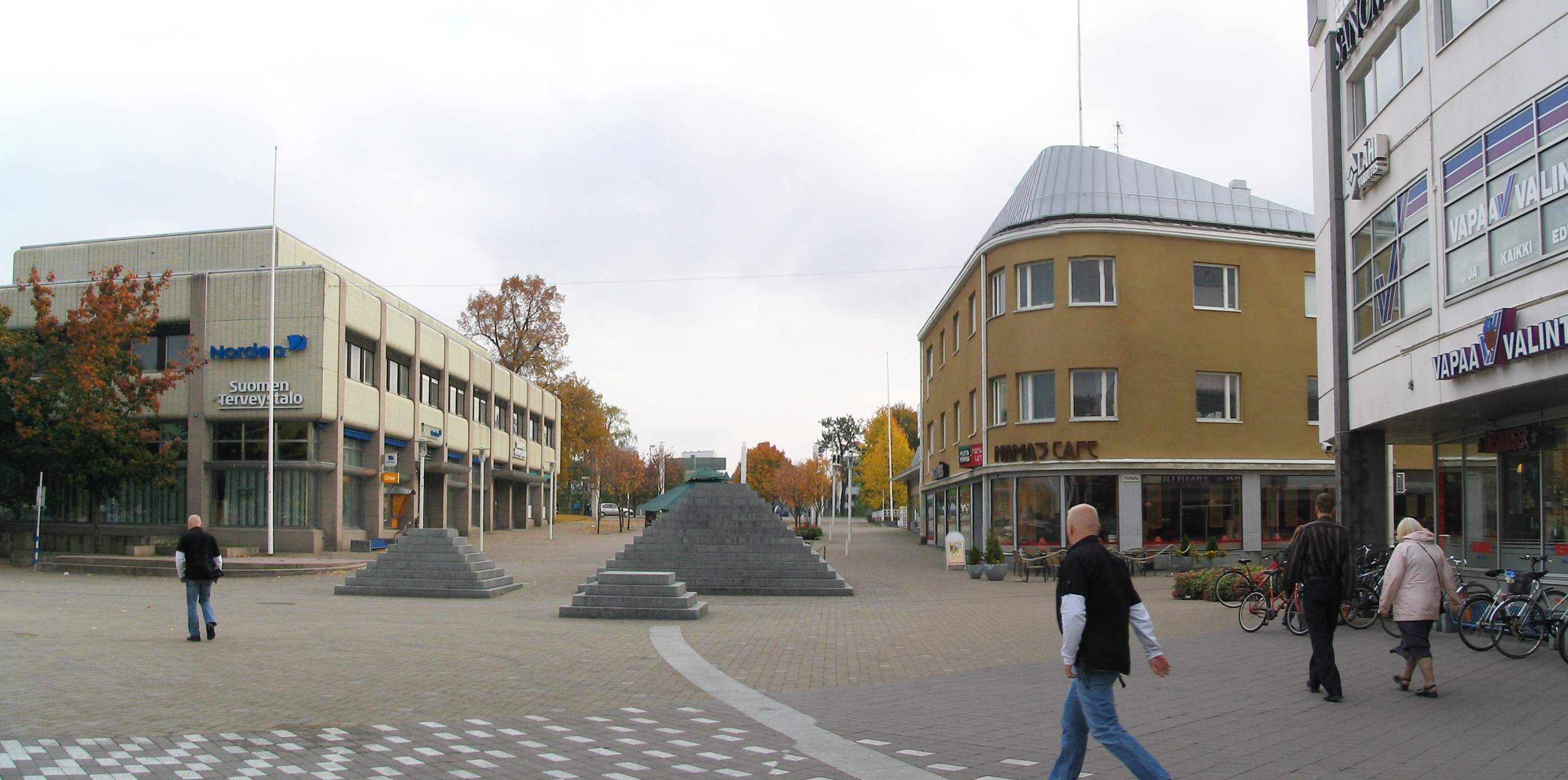
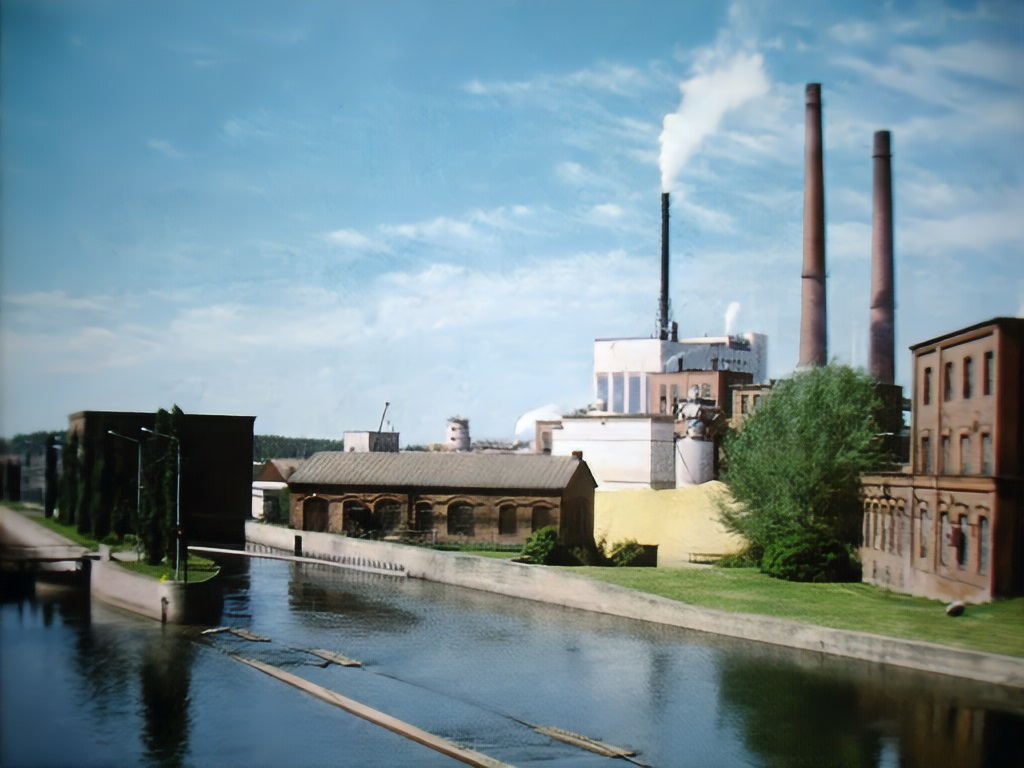